# Sarasaeschna sabre
Sarasaeschna sabre – gatunek ważki z rodziny żagnicowatych (Aeshnidae). Występuje na chińskiej wyspie Hajnan. Opisali go (pod nazwą Oligoaeschna sabre) w 2001 roku Keith D.P. Wilson i G.T. Reels w oparciu o pojedynczy okaz samca odłowionego w czerwcu 1999 roku w Wuzhishan w południowej części wyspy.